# Любекский диалект
Лю́бекский диалект (нем. Lübsch) — один из локальных диалектов немецкого языка, принадлежащий к нижнесаксонской группе нижненемецких диалектов. Название происходит от города Любек, где диалект был распространён и занимал очень сильные позиции в средние века, являясь по существу лингва-франка Ганзейского союза, и долгое время лингва-франка Северного и Балтийского моря. Сегодня диалект существует как городской и вместе с райнфельдским, фемарнским и дитмаршенским причисляется к гольштейнским диалектам.